# 한한 (바둑 기사)
한한(중국어: 韩晗, 병음: Han Han, 한자음: 한함, 1989년 7월 11일 ~ )은 중화인민공화국의 바둑 기사이다. 베이징시 출신으로 중국기원 소속의 5단이다.

## 경력
베이징시에서 태어났다. 2003년에 프로바둑에 입단했다. 2004년과 2013년, 2017년 중국 갑조리그에 참가했다. 2009년 5단으로 승단했다. 2012년 제1회 바이링배 예선에서 후야오위와 리샤오시, 이원도를 차례로 눌러 본선 64강에 진출했고, 펑취안을 이겨 32강에 올랐지만 조한승에게 져서 탈락했다. 2014년 제2회 기성전에 참가하여 본선 32강에 진출했지만 셰얼하오에게 패배하여 탈락했다.